# 天主教萨尔茨堡总教区
天主教萨尔茨堡总教区（拉丁語：Archidioecesis Salisburgensis）是罗马天主教在奥地利设立的2个总教区之一，另一个是天主教维也纳总教区。
1803年以前，萨尔茨堡总主教是神圣罗马帝国的一位采邑主教，在此之后被世俗化为萨尔茨堡选帝侯。1818年，不具有世俗权力的萨尔茨堡教区重新成立。

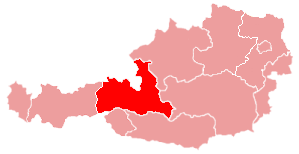
薩爾茨堡總教區管轄範圍圖

2011年，有487,691名教友，估轄區總人口68.4%，有210個堂區、297名司鐸、40名終身執事、151名修士、341名修女。现任总主教弗朗茨·拉克納，2014年1月12日就任。

## 附属教区
- 天主教费尔德基希教区
- 天主教格拉茨-塞考教区
- 天主教古尔克教区
- 天主教因斯布鲁克教区